# 沖永良部島方言
沖永良部島方言（おきのえらぶじまほうげん）または沖永良部方言（おきのえらぶほうげん）は、鹿児島県奄美諸島の沖永良部島で話される方言（言語）である。琉球諸語（琉球語、琉球方言）に属す。現地では「シマムニ」（島ムニ）と呼ばれる。エスノローグでは沖永良部語（おきのえらぶご）（Oki-No-Erabu language）とされる。

## 分類的位置
沖永良部島方言の分類的位置は議論があり、奄美方言（奄美語）に属するとする説、奄美方言の中でも与論島方言、喜界島方言南部と共に「南奄美方言」に属するとする説、与論島方言・沖縄北部方言と共に沖永良部与論沖縄北部諸方言に属するとする説がある。エスノローグでは中央沖縄語（沖縄方言）・与論語（与論島方言）・国頭語（沖縄北部方言）とともに「南奄美-沖縄語群」と括っている。
沖永良部島方言は、北東部の和泊町で話される北部方言と、南西部の知名町で話される南部方言に分けられる。

## 音韻・音声

### 音韻体系
沖永良部島方言の短母音音素は/a, i, u/の3つ、長母音音素は/aː, iː, uː, eː, oː/の5つが認められる。短母音のe, oの例は少数である。和泊町北端の国頭地区では、このほかに/ɪ/もある。
子音音素には/ʔ, h, k, g, c, j, t, d, n, s, z, r, p, b, m, w/があり、特殊音素に/N/(ン), /Q/(ッ)がある。声門破裂音ʔは、ʔinuː(犬)のように母音の前に現れるほか、jと結びついたʔjは、ʔのないjと区別される。例えばjuː(湯)とʔjuː(魚)はʔの有無により区別される。waːbi(上)とʔwaː(豚)のようにwとʔwの区別もみられる。喉頭化子音[kʔ]、[mʔ]、[tʔ]が現われることがあるが、喉頭化はかなり弱まっており、喉頭化しないk, m, tとの対立はない。

### 日本語との対応
日本語のe, oは沖永良部島方言でそれぞれi, uに合流している。ただし国頭地区では日本語のeにɪが対応しており、iとの音韻的対立がある。沖永良部島方言のeːは日本語のai, aeに、oːは日本語のaw, au, aoに対応する。例えばheː(灰)、ʔoː(粟)など。
日本語のキ、ギは、和泊町では口蓋化が起きたチ、ジの現れる例がある。例えば「肝」は和泊町でチムー[tɕimuː]である。一方、知名町では口蓋化が起こらず「肝」は[kimuː]である。
日本語のカ、ケ、コの子音には/h/が対応する例がある。日本語のハ行に対応する沖永良部島の/h/には、/a/の前で[h]ないし[ɸ]、/i/の前で[ç]ないし[ɸ]、/u/の前で[ɸ]が現われるというように、音声的には揺れがある。例えば和泊町国頭地区で「花」はハナー[hanaː]またはファナー[ɸanaː]、「大蒜」はヒル[çiɾu]またはフィル[ɸiɾu]、「風」はハジ[hadʑi]、「声」はフイ[ɸui]。
また、語中のカ行子音には脱落が起こる。例えば[naː](中)、[deː](竹)、[toː](蛸)など。
日本語のツは、沖永良部島方言でチ/ci/[tɕi]に合流している。例えば「爪」をチミ(知名町瀬利覚)など。スもシ/si/[ɕi]に合流している。

## アクセント（音調）
アクセント（音調）は島内でも地区により異なるが、代表して知名町知名地区方言のアクセントを表に示す。ピッチの高い部分を上線で、上昇位置を[で、下降位置を]で示す。沖永良部島方言では琉球祖語にあったとされる、A、B、Cの3系列（類）のアクセント型の区別が保存されており、それぞれ表のa、b、c各型が対応する。
|     | 1音節名詞                 | 2音節名詞                                         | 3音節名詞                                                 |
| --- | ------------------------- | ------------------------------------------------- | --------------------------------------------------------- |
| a型 | ɸuː（帆） ɸuːnu（帆が）   | ha[di(ː)（風） ha[dinu（風が）                    | çi[buʃi（煙） çi[buʃinu（煙が）                           |
| b型 | çi[ː（木） çiː[nu（木が） | jama[ː / ja]ma[ː（山） jama[nu / ja]ma[nu（山が） | hagani[ː / ha]gani[ː（鏡） hagani[nu / ha]gani[nu（鏡が） |
| c型 | なし                      | ha[ma（浜） ha[ma]nu / ha[manu（浜が）            | ha]ta[na（刀） ha]ta[nanu（刀が）                         |